# Jesse Hughes

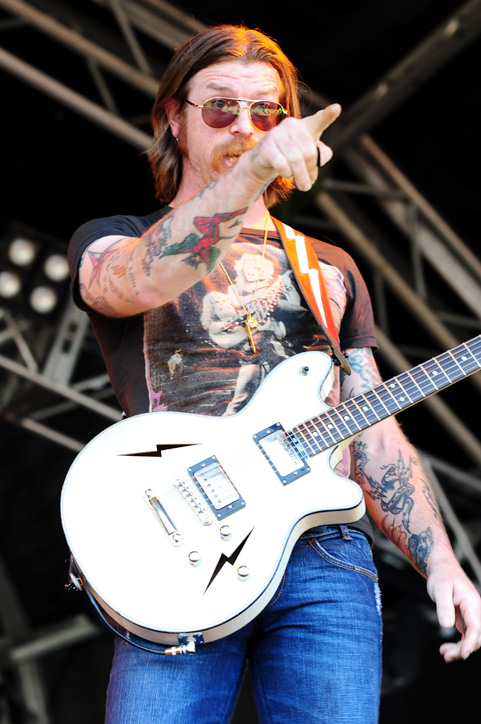
Hughes 2010

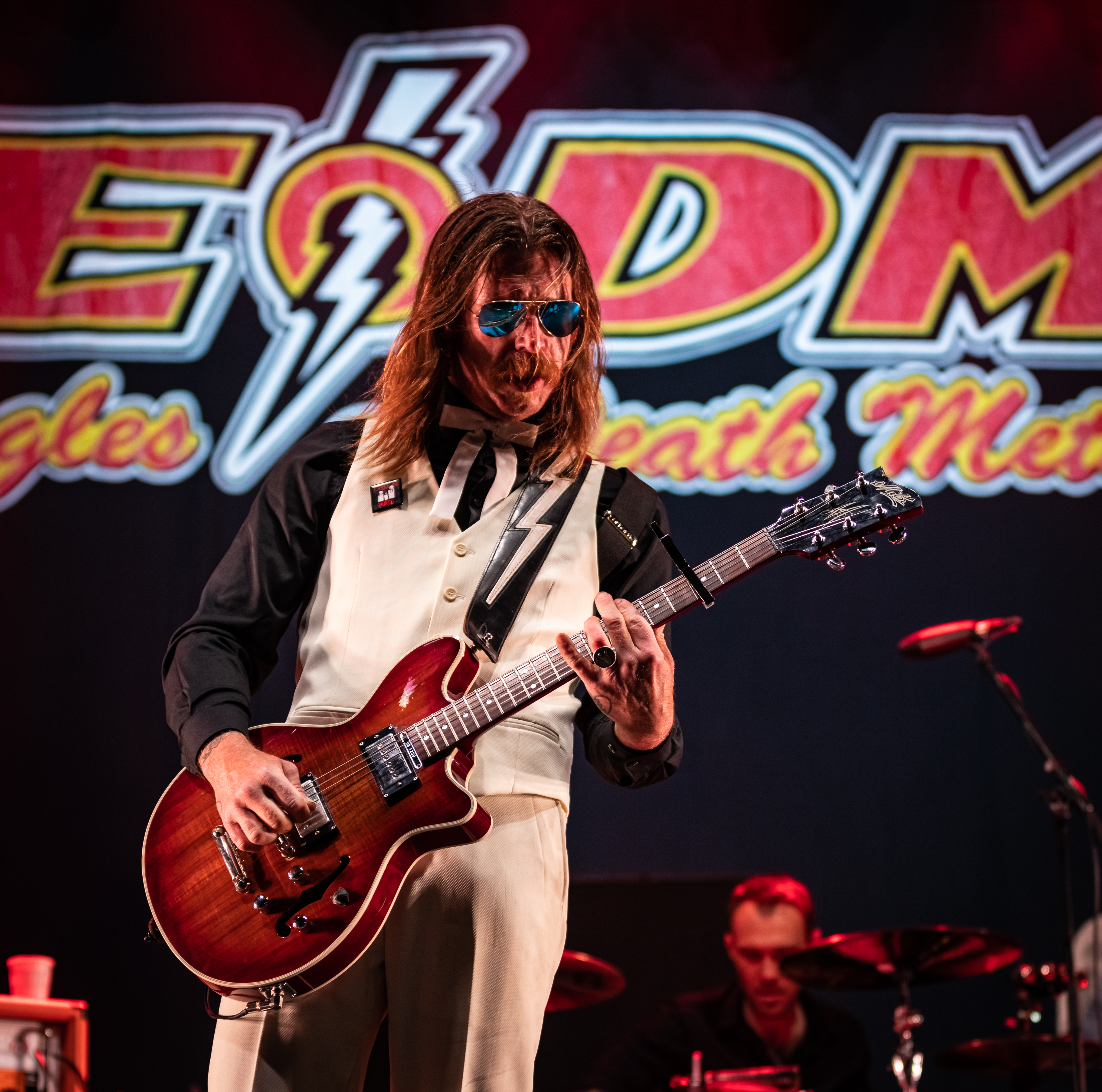
Jesse Hughes mit Eagles of Death Metal live bei Rock am Ring 2019

Jesse „The Devil“ Hughes (* 24. September 1972 in Greenville, South Carolina) ist ein US-amerikanischer Musiker, bekannt als Frontmann der kalifornischen Rockband Eagles of Death Metal. Zudem begann er mit Boots Electric 2011 ein Soloprojekt.

## Jugend
Als er sieben Jahre alt war, zog Hughes’ Mutter mit ihm nach Palm Desert, Kalifornien. In der High School freundete er sich mit Josh Homme (später Mitglied von Kyuss und Queens of the Stone Age) an. Hughes machte einen Abschluss auf dem Greenville Technical College mit einem Grad in Journalismus und arbeitete mehrere Jahre als Manager eines „Video Depot“ in Palm Desert.

## Boots Electric
Am 20. September 2011 veröffentlichte Hughes unter dem Pseudonym Boots Electric ein Soloalbum mit dem Titel Honkey Kong. Als erste Single erschien der Song Boots Electric Theme, auf dem auch Brody Dalle zu hören ist. Das deutsche Musikportal laut.de wählte das dazugehörende Video, in dem Hughes verschiedene bekannte Filme persifliert, zum Video des Jahres 2011.

## Politische Position
Hughes arbeitete als Redenschreiber und Aktivist für die Republikanische Partei, zudem arbeitete er für den früheren  Abgeordneten Sonny Bono. Er selbst sieht sich dem äußersten rechten Rand der Republikaner zugehörig und verteidigt bis heute George W. Bush und dessen Krieg gegen den Irak. Den amerikanischen Präsidenten Barack Obama nannte er einen „kommunistischen Schwanzlutscher“. Des Weiteren ist er registriertes Mitglied der NRA.
Auch nach den Terroranschlägen am 13. November 2015 in Paris, bei dem ein Eagles-of-Death-Metal-Konzert im Konzertsaal Bataclan in Paris Anschlagsziel war, tritt Hughes dafür ein, dass jedermann Zugriff auf Waffen haben sollte. Solange die Welt nicht waffenfrei sei, solle jeder eine haben. Hughes tritt offen als Pro-Life-Vertreter auf und vermutete in einem am 14. Mai 2016 erschienenen Interview, die Sicherheitsleute im Bataclan hätten am Abend des Terroranschlags in Paris auf Seiten der Terroristen gestanden. Dies löste Reaktionen aus, auch bei Fans.

## Stil
Hughes bezeichnet Little Richard als seinen größten musikalischen Einfluss und seine Inspiration.